# 国際野球連盟
国際野球連盟（こくさいやきゅうれんめい、英: International Baseball Federation、西: Federación Internacional de Béisbol、略称: IBAF）は、かつて存在した野球の国際競技連盟。2013年に国際ソフトボール連盟（ISF）と統合され世界野球ソフトボール連盟（WBSC）となった。

## 概要
- 1938年に設立され、スイスのローザンヌに本部を設けた。2014年4月現在で124の国と地域が加盟していた[2]。
- 1973年には国際アマチュア野球連盟(FIBA: Federacion Internacional de Béisbol Amateur)と世界アマチュア野球連盟(FEMBA: Federacion Mundial de Béisbol Amateur)に分裂した。1973年の世界野球選手権が2度開催されたのはこのため。1973年のニカラグア、1974年のアメリカ合衆国大会は新興のFEMBA主催。1976年1月、両団体は再び統合してANIBAとなった。
- 2006年7月26日にアルド・ノタリ会長が死去したため、第1副会長の彭誠浩が会長職を代行していたが、2007年3月2日に北京で行われた臨時総会で後任を決める会長選挙が実施され、元アメリカオリンピック委員会専務理事のハービー・シラーが選出され、任期の2009年まで会長を務める。
- 2006年9月15日に、ローマで22カ国の代表者による会議が行われ、2016年以降のオリンピック復帰に向けた委員会が発足している。
- 2009年12月に行われた会長選挙ではイタリア人のリッカルド・フラッカーリが当選し現会長を務める。
- 2011年1月、五輪の野球競技除外による国際オリンピック委員会（IOC）からの補助金の消失や、主催する国際大会等の出費がかさみ、深刻な財政難に陥ったIBAFは、メジャーリーグベースボール（MLB）から資金援助を受け入れることになった。代償としてMLBからの諸条件も受け入れることになり、今後IBAFの国際大会が再編されることになった[3][4]。
- 2011年12月3日にアメリカのダラスで、65カ国の代表者、および、初めてプロ組織（MLB、NPB、KBO、CPBL）、そしてユース組織（リトルリーグ、ポニーリーグ、ベーブルースリーグ）が集い、第26回IBAF会議が開催された[5]。会議では、野球とソフトボールを単一競技として五輪復帰を目指すために国際ソフトボール連盟と連携することや、2012年以降の国際大会の新フォーマットの承認などがなされた[6]。
  - これによりIBAFワールドカップは廃止となり、代わりにワールド・ベースボール・クラシックが野球世界一を決める世界選手権として認定。またワールドカップの代替大会として、WBC中間年にあたる2015年にプレミア12が4年に1度開催されることになった。
  - 他にも、18U（AAA）世界野球選手権大会（2012年大会は開催）と16U（AA）世界野球選手権大会の廃止と、それに代わるU-18ワールドカップ（2013年〜）とU-15ワールドカップ（2012年〜）、2014年にはU-21ワールドカップも開催されることになった（いずれの大会も隔年開催）。尚、U-18・WBCはメジャーリーグベースボール（MLB）機構との共催になる[7]。
  - 後日、IBAF公式サイトにて国際大会新フォーマットのアウトラインが発表された[8]。
- 2012年3月8日よりIBAFは日本語による情報発信の一環として、野球新聞（BASEBALLJPN.COM）において、IBAF公式記事を日本語に翻訳して掲載することになった[9]。
- 2012年12月17日に国際野球連盟（IBAF）と国際ソフトボール連盟（ISF）は、五輪復帰のための統合団体の名称を発表した。名称は世界野球ソフトボール連盟（"W"orld "B"aseball "S"oftball "C"onfederation "WBSC" ）。IBAFフラッカーリ会長とISFポーター会長の二氏が共同でWBSC会長に就任する[10]。
- 2013年最初のIBAF会合において、オランダ領アンティル解体後に自治領となったキュラソーとこれまで準加盟国であったサイパンの加盟が歓迎された（サイパンは最終的な承認の為にIBAFへ書類を提出する必要がある）。また、2013年より開催される予定であった18U・WBCは延期となり、引き続きAAA世界野球選手権大会を開催することになった[11]。
- 2013年4月14日に東京で開催された第27回IBAF総会において、世界野球ソフトボール連盟（WBSC）が正式に発足した。当面は移行期間とし、IBAFとISFは存続する[1]。
- 2013年より、これまで年代別大会の名称である「Baseball World Championship（世界野球選手権）」の略称として使用されていた「Baseball World Cup（野球ワールドカップ）」が正式名称として使われるようになった。
- 2015年にWBSCへの統合を完了し、IBAF主催として実施されていた国際大会は同年以降、WBSCの主催に移行している。

## 廃止された主催・協賛大会
- IBAFワールドカップ
- IBAFインターコンチネンタルカップ
- 16U（AA）世界野球選手権大会

## 世界の野球人口
推定データ IBAFによる。2012年3月現在。
- 野球リーグが存在する国：77カ国（プロリーグ10、エリートリーグ12、アマチュアリーグ55）
- 世界中における野球の競技人口：3500万人
- 女子選手の数：30万人
- 障害を持つ選手の数：20万人
- 視覚障害者における競技人口：2,175人
- ユース層を対象としたチームの数：273,366チーム
- ユースリーグ（7歳〜18歳）に登録された人数：3,999,760人

IBAFグローバル・ベースボール・ビデオ

## 加盟国・地域一覧
WBSCアジア（23か国・地域）
- アフガニスタン
- イラク
- イラン
- インド
- インドネシア
- ウズベキスタン
- カザフスタン
- 韓国
- 北朝鮮
- シンガポール
- スリランカ
- タイ
- 台湾（ チャイニーズタイペイ）
- 中国
- 日本
- ネパール
- パキスタン
- フィリピン
- ブルネイ
- 香港
- マレーシア
- ミャンマー
- モンゴル

WBSC南北アメリカ（29か国・地域）
- アメリカ
- アメリカ領ヴァージン諸島
- アルゼンチン
- アルバ
- イギリス領ヴァージン諸島
- エクアドル
- エルサルバドル
- ガイアナ
- カナダ
- キューバ
- キュラソー※暫定（2013年4月現在）
- グアテマラ
- コスタリカ
- コロンビア
- ジャマイカ
- チリ
- ドミニカ共和国
- トリニダード・トバゴ
- ニカラグア
- ハイチ
- パナマ
- バハマ
- プエルトリコ
- ブラジル
- ベネズエラ
- ペルー
- ボリビア
- ホンジュラス
- メキシコ

WBSCヨーロッパ（40か国）
- アイスランド
- アイルランド
- アルメニア
- イギリス
- イスラエル
- イタリア
- ウクライナ
- エストニア
- オーストリア
- オランダ
- キプロス
- ギリシャ
- ジョージア
- クロアチア
- サンマリノ
- スイス
- スウェーデン
- スペイン
- スロバキア
- スロベニア
- セルビア
- チェコ
- デンマーク
- ドイツ
- トルコ
- ノルウェー
- ハンガリー
- フィンランド
- フランス
- ブルガリア
- ベラルーシ
- ベルギー
- ポーランド
- ポルトガル
- マルタ
- モルドバ
- ラトビア
- リトアニア
- ルーマニア
- ロシア

WBSCアフリカ（18か国）
- ウガンダ
- ガーナ
- カメルーン
- ケニア
- コートジボワール
- ザンビア
- シエラレオネ
- ジンバブエ
- チュニジア
- トーゴ
- ナイジェリア
- ナミビア
- ブルキナファソ
- マリ
- 南アフリカ共和国
- モロッコ
- リベリア
- レソト

WBSCオセアニア（14か国・地域）
- アメリカ領サモア
- オーストラリア
- グアム
- クック諸島
- サイパン※暫定（2013年4月現在）
- サモア
- ソロモン諸島
- ニューカレドニア
- ニュージーランド
- パプアニューギニア
- パラオ
- フィジー
- マーシャル諸島
- ミクロネシア連邦

いずれも2014年4月時点のデータ

## 準加盟プロ組織一覧
- 日本野球機構（NPB）
- 韓国野球委員会（KBO）
- 中華職業棒球大聯盟（CPBL）
- オーストラリアン・ベースボールリーグ（ABL）

## 歴代会長
| 就任期間             | 会長名                                               |
| -------------------- | ---------------------------------------------------- |
| 1938年               | レスリー・マン（Leslie Mann）                        |
| 1939年 - 1943年      | ジェイム・マリネ（Jaime Mariné）                     |
| 1944年 - 1945年      | ホルヘ・レイエス（Jorge Reyes）                      |
| 1946年 - 1947年      | パブロ・モラレス（Pablo Morales）                    |
| 1948年 - 1950年      | チャレ・ペレイラ（Chale Pereira）                    |
| 1951年 - 1952年      | パブロ・モラレス（Pablo Morales）                    |
| 1953年 - 1968年      | カルロス・M・セッカ（Carlos M. Zecca）               |
| 1969年 - 1975年      | フアン・イサ（Juan Isa）                             |
| 1973年 - 1974年      | ウィリアム・フェーリング（William Fehring）          |
| 1975年               | カルロス・J・ガルシア（Carlos J. García）            |
| 1976年 - 1979年      | マヌエル・ゴンサレス・ゲラ（Manuel González Guerra） |
| 1981年 - 1993年      | ロバート・E・スミス（Robert E. Smith）               |
| 1993年 - 2006年（*） | アルド・ノタリ（Aldo Notari）                        |
| 2007年 - 2009年      | ハービー・シラー（Harvey Schiller）                  |
| 2010年 -             | リッカルド・フラッカーリ（Riccardo Fraccari）        |

（*）ノタリ死去に伴い、彭誠浩第1副会長が会長職代行。

## スポンサー
- ミズノ
- SSK
- BRETT